# Multipauropus hauseri
Multipauropus hauseri är en mångfotingart som först beskrevs av Ulf Scheller 1977.  Multipauropus hauseri ingår i släktet Multipauropus och familjen fåfotingar. Inga underarter finns listade i Catalogue of Life.